# Whitewashing

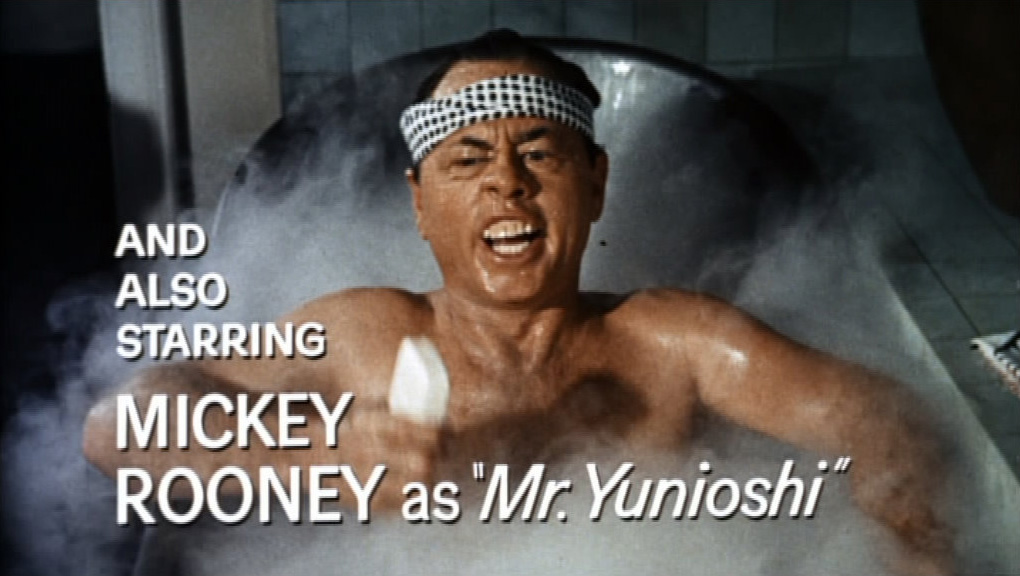
L'acteur blanc Mickey Rooney portait un visage jaune pour incarner I. Y. Yunioshi, un propriétaire japonais, dans le film Diamants sur canapé de 1961.

Le whitewashing désigne le fait de faire incarner par des acteurs blancs des rôles de personnes qui ne sont pas blanches.
Face aux critiques, les producteurs et réalisateurs avancent l'argument financier selon lequel il est impossible d'obtenir des budgets avec des acteurs inconnus. Selon Andrew Weaver, de l'université de l'Indiana, le fait dans l'industrie du cinéma de choisir des interprètes blancs a pour but de maximiser l'audience. Selon David White, les productions estiment qu'avoir une distribution entièrement blanche est plus attractif aux yeux du public.

## Histoire
Au début de l'industrie hollywoodienne, le recours au blackface et à la yellowface par les acteurs blancs est courant. Ces interprétations s'appuient alors sur les visions stéréotypées liées à la race. Ainsi, Warner Oland, acteur suédois blanc, incarne le détective chinois Charlie Chan en 1931 dans Charlie Chan Carries On et ses suites. Ces rôles sont bien reçus par le public à l'époque. 
Les films deviennent plus diversifiés en termes d'interprétation à partir des années 1960, et la pratique du blackface disparaît alors quasiment. Othello, produit en 1965, est une exception. L'acteur britannique blanc Laurence Olivier y incarne le rôle titre du Maure en arborant une blackface. La pratique de la yellowface émerge cependant. Ainsi, Mickey Rooney interprète un personnage japonais dans Diamants sur canapé en 1961. Pour David Schlossman, « de nombreux rôles d'asiatiques incarnés par des acteurs blancs ont contribué au panthéon des stéréotypes culturels dans le discours américain ».
Au début du XXIe siècle, si la plupart des rôles de personnages noirs reviennent à des acteurs noirs, le whitewashing est encore courant pour l'interprétation de personnages appartenant à d'autres minorités.
En 2015, la BBC a déclaré : « La pratique consistant à confier des rôles à des acteurs blancs à des personnes non blanches est toujours courante à Hollywood, malgré une condamnation et des protestations généralisées. » Un rapport de 2013 a montré que 94 % des dirigeants de l'industrie cinématographique étaient blancs et que les personnes non blanches étaient sous-représentées parmi les réalisateurs et les acteurs. La BBC a étudié deux raisons expliquant cette pratique : le racisme institutionnel et la croyance selon laquelle les acteurs blancs connus attirent plus de spectateurs et maximisent les profits.

## Exemples de whitewashing
- Diamants sur canapé Mickey Rooney joue le rôle de monsieur Yunioshi, un voisin japonais[1].
- Un cœur invaincu Angelina Jolie joue le rôle de Mariane Pearl, une journaliste française aux origines néerlandaise et cubaine[4],[5].
- Exodus: Gods and Kings Les personnages égyptiens sont quasiment tous interprétés par des acteurs blancs, comme Joel Edgerton (Ramsès II) ou Sigourney Weaver (Mouttouya)[4],[5].
- Welcome Back Emma Stone incarne un personna d'origine chinoise et hawaïenne[4].
- Nina À sa sortie, le film suscite une polémique pour le choix de  Zoe Saldaña pour incarner la musicienne Nina Simone[4].
- Ralph 2.0 Alors que dans La Princesse et la Grenouille le personnage de Tiana est une noire-américaine à la peau foncée, quand elle apparait dans Ralph 2.0 sa peau est plus claire, et ses traits plus « européens »[5].
- Ghost in the Shell Le choix de l'actrice Scarlett Johansson pour interpréter le personnage principal de ce film inspiré d'un anime japonais est très critiqué[5].